# Ubinskoje
Ubinskoje (rusky Убинское), je bezodtoké jezero na západní Sibiři v Barabinské stepi v Novosibirské oblasti v Rusku. Má rozlohu 440 km². Převládá hloubka okolo 3 m a dosahuje maximální hloubky 4 m.

## Ostrovy, dno
Na jezeře je 5 ostrovů. Dno je hlinito-písčité, jílovité.

## Vodní režim
V některých letech na jaře odtéká voda do řeky Ubinka a do Omu (přítok Irtyše).

## Flóra a fauna
Pobřežní část jezera je zarostlá skřípincem a ostřicí.
Jezero je bohaté na ryby (štiky, jelci, okouni, potočníci).